# Lowell (Carolina del Norte)
Lowell es una ciudad ubicada en el condado de Gaston en el estado estadounidense de Carolina del Norte. La localidad en el año 2000, tenía una población de 2.662 habitantes en una superficie de 6.8 km², con una densidad poblacional de 390.7 personas por km².

## Geografía
Lowell se encuentra ubicada en las coordenadas 35°16′2″N 81°6′4″O / 35.26722, -81.10111. Según la Oficina del Censo, la localidad tiene un área total de 6,8 km² (2,6 mi²), de la cual 6,8 km² (2,6 mi²) es tierra y 0 km² (0 mi²) (0.0%) es agua.

### Localidades adyacentes
El siguiente diagrama muestra a las localidades en un radio de 8 kilómetros (5 mi) de Lowell.

## Demografía
En el 2000 la renta per cápita promedia del hogar era de $33.586, y el ingreso promedio para una familia era de $39.143. El ingreso per cápita para la localidad era de $15.809. En 2000 los hombres tenían un ingreso per cápita de $30.750 contra $24.063 para las mujeres. Alrededor del 11.00% de la población estaba bajo el umbral de pobreza nacional.